# Kanton Saint-Omer-Nord
Kanton Saint-Omer-Nord (francouzsky Canton de Saint-Omer-Nord) byl francouzský kanton v departementu Pas-de-Calais v regionu Nord-Pas-de-Calais. Tvořilo ho devět obcí. Zrušen byl po reformě kantonů 2014.

## Obce kantonu
- Clairmarais
- Houlle
- Moringhem
- Moulle
- Saint-Martin-au-Laërt
- Saint-Omer (severní část)
- Salperwick
- Serques
- Tilques